# غاري ماسون
غاري ماسون (بالإنجليزية: Gary Mason)‏ (15 أكتوبر 1979 بإدنبرة في المملكة المتحدة - ) هو لاعب كرة قدم إسكتلندي في مركز الوسط. شارك مع منتخب إسكتلندا تحت 21 سنة لكرة القدم. أما مع النوادي، فقد لعب مع دونفرملين أثلتيك ومانشستر سيتي ونادي سانت ميرين ونادي هارتلبول يونايتد وهاميلتون أكاديميكال.

## وصلات خارجية
- غاري ماسون على موقع قاعدة بيانات كرة القدم.إي يو (الإنجليزية)
- غاري ماسون على موقع Soccerbase.com (لاعب) (الإنجليزية)
- غاري ماسون على موقع Soccerway.com (الإنجليزية)
- غاري ماسون على موقع عالم كرة القدم.نت (الإنجليزية)